# 8131 Scanlon
A 8131 Scanlon (ideiglenes jelöléssel 1976 SC) a Naprendszer kisbolygóövében található aszteroida. Eleanor F. Helin fedezte fel 1976. szeptember 27-én.